# Friedrich-Ebert-Gymnasium (Berlin)
Das Friedrich-Ebert-Gymnasium ist ein öffentliches Gymnasium im Berliner Bezirk Charlottenburg-Wilmersdorf. 2006 feierte die Schule ihr 100-jähriges Bestehen.

## Geschichte der Schule

### Gebäude

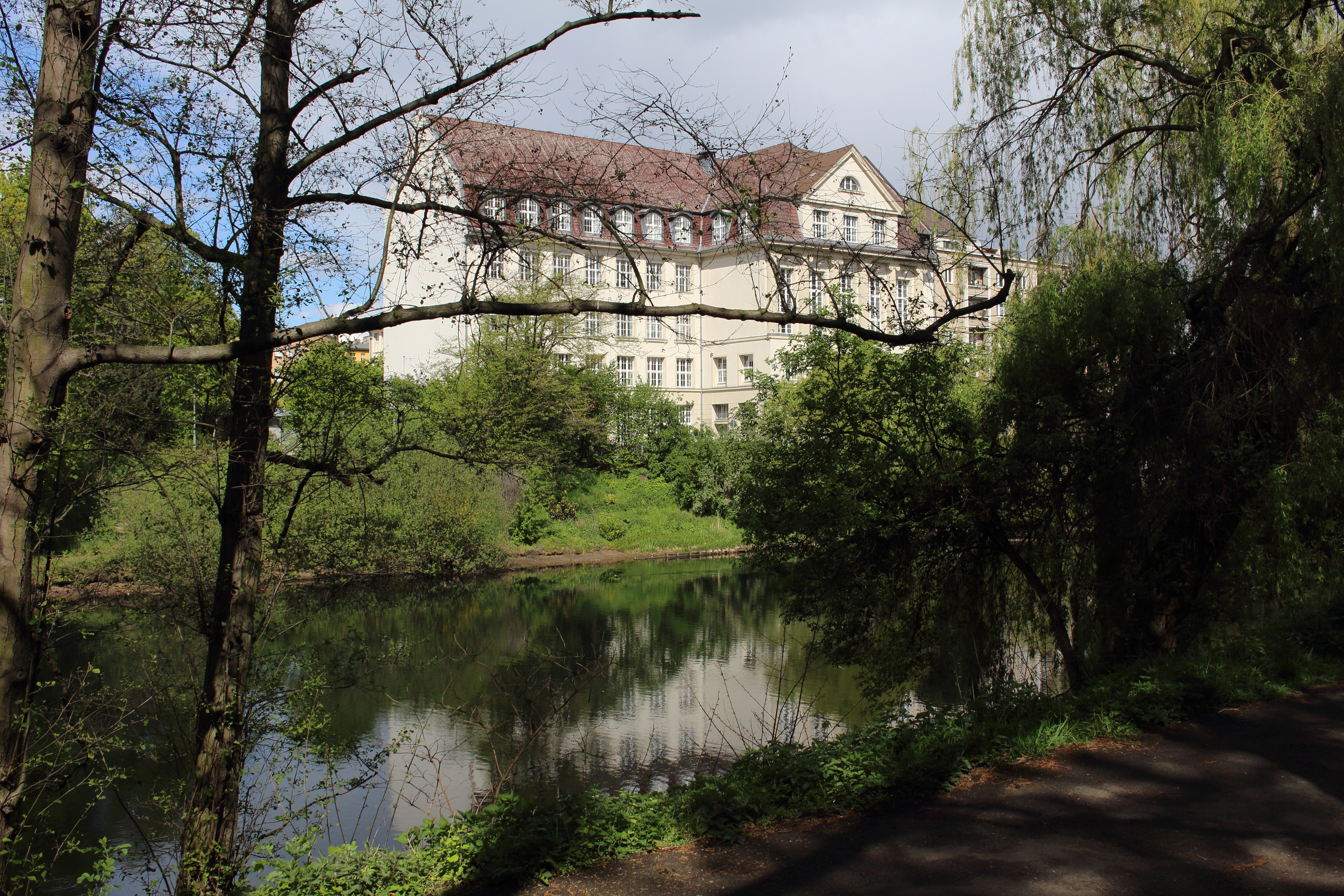
Die Schule liegt am Fennsee.

Das jetzige Gebäude der Schule, errichtet in den Jahren 1910–1912 nach Entwürfen des Architekten Otto Herrnring, ist als Baudenkmal in der Berliner Landesdenkmalliste vermerkt. Im selben Gebäude befindet sich außerdem das Abendgymnasium Peter-A.-Silbermann-Schule.

### Lage
Die Schule liegt direkt am Volkspark Wilmersdorf an einem Ausläufer der Blissestraße.

### Ausstattung
Seit 2005 verfügt die Schule über einen Neubau mit modernen Fachräumen für die Fachbereiche Chemie, Physik, Informatik und Musik. Anschließend wurde der Altbau renoviert und modernisiert. Im Herbst 2010 wurde die Schule mit interaktiven Whiteboards ausgestattet. Zudem gibt es drei Computerräume und einen Laptop-Wagen.

## Schulische Aktivitäten

### The Shakespeare Players
Die Schule ist bekannt für die seit 2000 stattfindenden Theateraufführungen in englischer Sprache. Die bisher aufgeführten Stücke stammen alle von William Shakespeare. Die Shakespeare Players werden auf der Website des British Theatre Guide explizit als Amateurtheater aufgeführt. Sie sind inzwischen mit mehreren Gastspielen auf verschiedenen professionellen Bühnen aufgetreten und haben ihr selbstkomponiertes Musical von The Tempest (2007) während der Tagung der deutschen Shakespeare-Gesellschaft in Bochum aufgeführt. Seit 2007 haben sie mit dem walisischen Merthyr Tydfil College einen Austausch im Bereich Theater, über den von der BBC berichtet wurde.
Zum Shakespeare-Tag in Słubice luden am 8. Juni 2018 das Fremdsprachenlektorat des Collegium Polonicum in Zusammenarbeit mit dem Friedrich-Ebert-Gymnasium und den Shakespeare Players. Organisiert von Astrid Kapler (Collegium Polonicum) und Martina Baasner (Friedrich-Ebert-Gymnasium / Shakespeare Players) wurde Schülern zunächst in Workshops die Theaterarbeit näher gebracht und anschließend führten die Shakespeare Players ihre Inszenierung des Stücks „Macbeth“ auf.
Am 10. März 2020 wurde „Die Shakespeare-Gala - Best of the Bard“ als Gastspiel im Jungen Theater im Kleist Forum in Frankfurt (Oder) aufgeführt. Auch hier gab es im Vorfeld Workshops für die jungen Theaterbesucher.

### Theater
Regelmäßig finden Aufführungen der Kurse Darstellendes Spiel statt.

### Musik
Seit 2010 gibt es jedes Jahr die Musik im Mai und die Weihnachtskonzerte, die vom Fachbereich Musik gestaltet werden.